# سرکه سیب

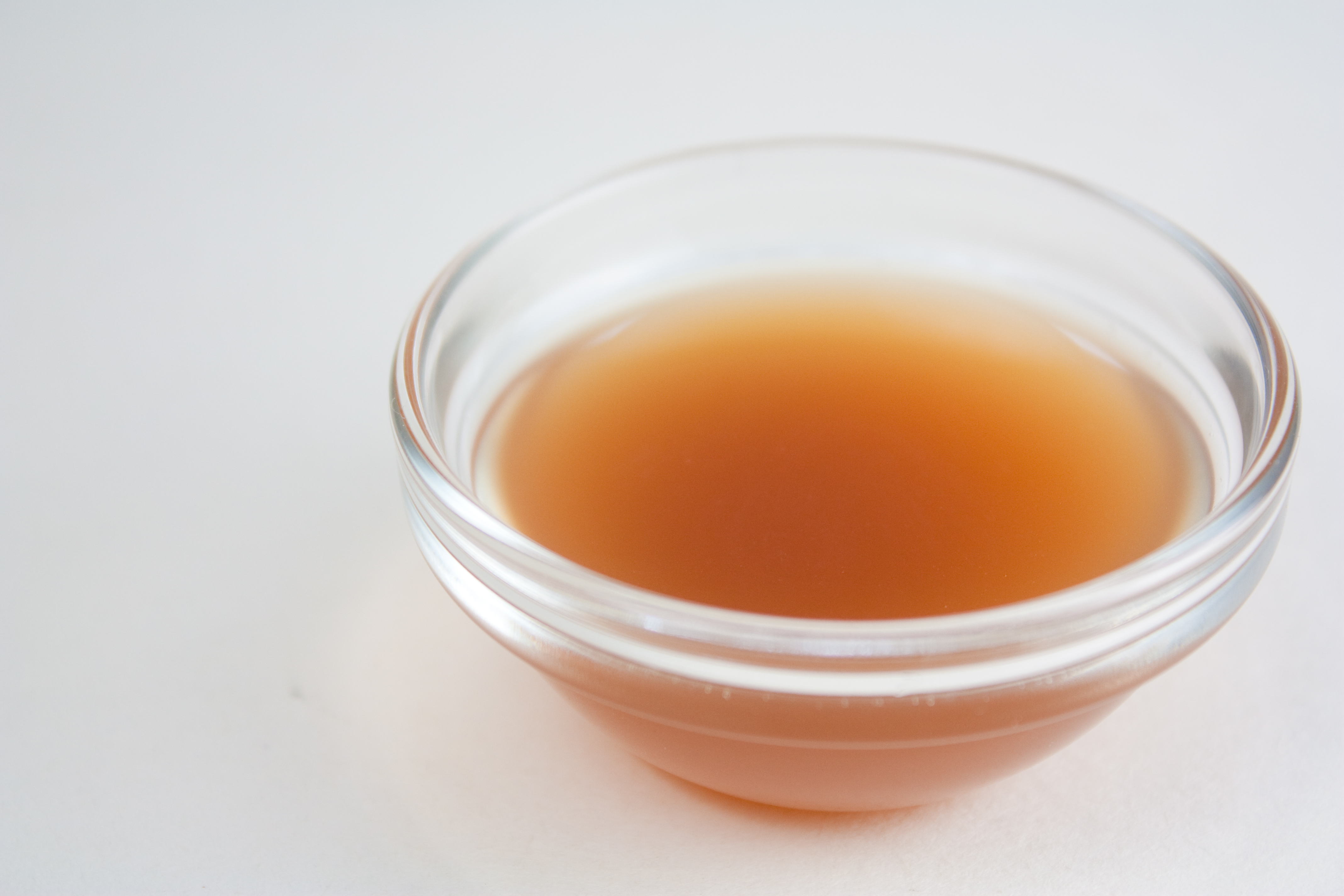
سرکه سیب تخمیری

سرکه سیب یک نوع سرکه است که از آب سیب تخمیرشده   به دست می‌آید و در مواردی مانند چاشنی برای سالاد، چاشنی مورد نیاز برای خواباندن مواد غذایی، چتنی و نگهداری مواد غذایی کاربرد دارد. این ماده به شیوه‌های مختلف و مواد اولیه گوناگون قابل تولید می‌باشد. سرکه سیب به عنوان یک ماده نگهدارنده در صنایع غذایی، کاربرد وسیعی دارد.

## طرز تهیه
در ابتدا سیب ها برش داده شده و با مخمر ترکیب می شوند. سپس این مخلوط در یک ظرف در بسته قرار می گیرد تا قند موجود در سیب به الکل تبدیل شود. در مرحله آخر باکتری‌های طبیعی به این ترکیب الکلی اضافه شده و الکل را به اسید استیک تبدیل می‌کنند.